# Нийсо-Дагестан
Нийсо-Дагестан (Равенство) — советская и российская республиканская общественно-политическая газета на чеченском и русском языках, издающаяся в Дагестане.
Газета освещает общественно-политические события, происходящие в Дагестане, а также публикует материалы по истории и культуре чеченцев.
Выходит 1 раз в неделю по четвергам. Тираж — около 3000 экземпляров.
Газета издаётся со 2 августа 1990 года. Первоначально называлась «Халкъан аз» (Голос народа). Современное название — с 2001 года. Первым главным редактором был Зайнады Джабраилович Аблиев.
Состав редакции:
- Умар Якиев — главный редактор[3][1],
- Салвади Баймурадов — заместитель главного редактора[1],
- Айна Бибулатова — ответственный секретарь[1],
- Руми Султаханова — редактор отдела «История и культура»[1],
- Седа Якиева — корреспондент[1],
- Мовсар Баймурадов — корреспондент[1],
- Халид Зайнулабидов — корреспондент[1],
- Ильмудин Соипов — корреспондент[1].